# Masi (Venetien)
Masi ist eine nordostitalienische Gemeinde (comune) mit 1784 Einwohnern (Stand 31. Dezember 2023) in der Provinz Padua in Venetien. Die Gemeinde liegt etwa 44,5 Kilometer südwestlich von Padua an der Etsch und grenzt unmittelbar an die Provinz Rovigo.

## Persönlichkeiten
- Alfredo Battisti (1925–2012), Erzbischof von Udine

## Verkehr
Durch die Gemeinde führt die frühere Strada Statale 10 Padana Inferiore (heute eine Regionalstraße) von Turin nach Monselice.